# اکوشی
اکوشی (بنگالی: একুশে টেলিভিশন) شرکت رسانه‌ای بنگلادشی است، که در سال ۲۰۰۰ تأسیس شد.